# 山田太郎 (ドカベン)
山田 太郎（やまだ たろう）は、漫画『ドカベン』シリーズに登場する架空の人物。アニメ版の声優は田中秀幸。実写版の俳優は橋本三智弘。

## 人物
『ドカベン』の主人公。ポジションは捕手。右投左打。新潟県新潟市旭七ヶ町生まれの神奈川県横浜市育ち。鞄の中にご飯だけを詰めたでっかい弁当箱（ドカッと大きいドカ弁）を入れていたことからドカベンのあだ名がついた。
高校3年夏の時点で身長は175cm、体重は85kgだとされる。誕生日は5月5日。高校時代の設定では1958年生まれ（1974年明訓高校入学）、『プロ野球編』以降の設定では1976年生まれ。血液型はO型。
選手としては、
- 三冠王を獲得するほどのパワーとバットコントロールをもつバッティング
- 遠投120メートル以上の強肩と正確なコントロールを持つ送球
- 際どいコースをストライクに見せるフレーミング技術
- 野村克也や古田敦也も認める、意外性のあるリード
- 幾度と無くチームのピンチに決勝打を放つ、驚異的な勝負強さ

以上より、作品中では日本一の捕手として描かれている。
高校野球でその活躍を見た同年代の球児たちにとっては「打倒・山田」が合い言葉となり、切磋琢磨の結果不知火守をはじめ多くの超高校生級プレイヤーが全国に誕生した。プロに舞台を移しても彼ら「山田世代」の活躍は著しく、FA権獲得と共に揃ってメジャー挑戦を希望した事は日本球界存続の危機とも言われ、結果その受け皿として2つの新球団、山田と明訓時代のチームメイトを中心とした「東京スーパースターズ」と、山田との対決を望む選手を中心とした「四国アイアンドッグス」とがパ・リーグに創設されるまでになった。
唯一とも言える欠点は超がつく鈍足であり、弁慶高校戦ではライト前ヒットの当たりがライトゴロとなった他、二塁からワンヒットでホームインするつもりが本塁の2、3m程度手前で楽々タッチアウトに仕留められている。この試合を観ている最中であった犬飼小次郎のモノローグでは「たった一つの欠点……なんとみじめな鈍足のことか……」と憐れみを向けられている。プロ入り後も鈍足克服の練習の描写はない。岩鬼曰く「山田の足はリトルリーグ」。ただ、守備では機敏である。
岩鬼正美には劣るものの、阪神電車の車内でキャッチングポーズを維持できるほどの驚異的な筋力とバランス感覚を持つ。またバントやわざとファウルを打つなど小技もうまく、常にチームの勝利のためにプレーする。もっとも、変則投手や変則投球には脆い一面もある。
後述の通り、多くの打撃タイトルを獲得しているが、常にチームの勝利を優先しており、ほとんど拘りは持っていない。唯一、打点王に関してはある程度の拘りを持っているが、これは打点自体がチームの得点にそのまま繋がるからであり、ここでもチームの勝利を優先している事がうかがえる。
その輝かしい戦績は天性の才のみならずたゆまぬ研鑽と努力の賜物である。明訓野球部入部直後はユニフォームの洗濯などの雑用を黙々とこなす一方でつま先座りで足腰を鍛えており、西武入団時も自身の練習に加えて、ピッチャー陣の投球を知るために投球練習場に通って球を受け続けた。スーパースターズでもキャンプで「シートバッティングで連続3安打できたら翌日休み」を最初にクリアしながら「一人でホテルは寂しい」と翌日の練習に参加している。高校時代までは持久走も苦手な描写があったが、プロ入り後はランニングをある程度そつなくこなせるようになっており、立花光には2011年シーズン前の自主トレで捕手としての走り込みの大切さを説きながら自らもしっかりと走り込みを行っている。
家族は祖父（太郎とサチ子からの呼び方は「じっちゃん」）と妹・サチ子。両親は早くにバスの交通事故で死亡。太郎とサチ子もそのバスに乗っていたが、太郎が事故が起きる1分前からサチ子を抱いていたおかげで2人は助かった。実家は昔ながらの長屋で借家だったが、プロ入り後の2000年のオフに長屋を買い取った。祖父は畳屋を営んでいる。
無印編黎明期やプロ野球編初期はシリーズで輪を掛けて太った体型で描かれていた。
シリーズ初期には天然でマイペースな面が目立ち、そのことから特に岩鬼を苛立たせることが多かった。
プロ入りまでは貧乏なエピソードが多かった。
通常ルーキーは球団の独身寮に入るが、山田は実家の横浜の長屋から電車で西武球場に通っていた。現在も長屋住まいである。
2005年のキャンプ中にホテルのマイクロバスを運転する描写があることから大型自動車免許を持っている模様。ただし、1999年の段階では、岩鬼が日本シリーズMVP賞品の自動車を山田家にプレゼントしようとした際、妹・サチ子が「お兄ちゃんは免許を持ってない」と言っているので、それ以降に取得したことになる。
高校時代から目標としていた選手は、元ヤンキースのレジー・ジャクソンだという（2003年に判明）。
『プロ野球編』では、西武ドームでホームランボールが当たった女性・南遥と親しい関係になるが、うやむやのまま終わっている。高校時代にも、後述の東郷学園の小林の妹から好意を寄せられたような描写もあったが、こちらもうやむやとなっている。水島が『爆笑問題の日曜サンデー』にゲスト出演した際、山田は2008年現在で童貞だと明かし、来年（2009年）に結婚させるつもりとも語った。その後、山田は2008年12月に「あけぼの幼稚園」の先生、木之内彩子に結婚を前提とした交際を申し込んだ。
温厚な人柄であり、連続敬遠や厳しい内角攻めによる連続死球（この際、他の西武の選手達は激高し乱闘寸前だった）を受けた際も怒鳴ったりすることはほとんどない。怠慢と自分勝手の限りを尽くしていたプロ2年目までの蔵獅子丸に対しても怒りを見せずに操縦したぐらいである。ただし、中学柔道時代に祖父やサチ子に危害が加えられたときは激高し、その相手と決闘した。
一方高校時代までのチームメイトに対しては、時には厳しく接し、時には突き放すこともあった。まだ明訓高校に馴染む前の渚圭一がマウンド上で勝手な振る舞いを見せて6点リードされて降板を申し出た際には「退部届を書いておいた方がいいぞ」と切り捨て、3年夏の大会前に復学した直後で練習中に調子が上がらなかった里中には「楽するなよ」と発破を掛けた。
岩鬼にも操縦したり発奮させたりするためとはいえ結構な暴言を吐いたり非情な言葉を投げかけたりすることがあった。中学時代には自分にぶつけさせてコントロールを付けさせるために「付き合いきれないと言ったんだ。ノーコンピッチャーには!」と罵倒したり、岩鬼が後に高校入学を機にやんちゃな態度を封印して猫被るようになって自分を見失っていたのを見かねて「もう高校野球は諦めた方がいいと思うよ」とプライドを敢えて傷つけて元来の闘争心を取り戻させたりしていた。
基本的には正直者であり嘘は大嫌いだが、野球のプレーに関することに対しては例外で、ありもしない変化球をさもあるように嘘を吐いたりする、したたかな一面を見せる。本人もプロ野球編で「野球は騙し合い、騙されたほうが負けなんです」とチームメイトに発言している場面がある。

## 経歴

### 生誕〜小学時代
- 父和平、母美子夫妻の長男として生誕。読売ジャイアンツの王貞治のファンだった父親はこの時既に太郎を将来のホームラン王にすると息巻いていた。幼少時より太っていたことから、回りの人間には「相撲の方が向いている」と評され続けていたが、それでも父は太郎に野球をやらせることに固執しつづけた。
- 小学校入学直後の太郎は、4年生以上でなければ入団させられないとのことからリトルリーグへの所属を断られる。父は「身体を作るため」にとひとまず太郎に相撲をやらせることにした。当時から並み外れた体格と運動神経を持っていた太郎は相撲を続けている間、常々2学年上の児童すら圧倒する力を発揮し将来の横綱と目される。
- 4年生となり野球が始められる年齢となった太郎を、父はいよいよリトルリーグに入れようとする。しかし太郎自身は相撲を続けたがっており、2人のやりとりは平行線にあった。そんな中、父・母・太郎・妹サチ子の山田一家4人は伊東温泉へバス旅行に出かけた際、交通事故に巻き込まれる。4人の乗っていたバスは崖から転落し、山田太郎の両親を含む乗客の多くが死傷する大事故となった。太郎とサチ子は奇跡的に軽傷となる。
- 太郎は重体の両親を励ますべく野球を始めることを決意し、軟式野球のチームに所属していた友人に自分を試合に出してくれるよう頼み込む。友人は快諾し、自身のポジションであったキャッチャーの守備を一夜漬けで太郎に教え込む。試合当日、怪我を騙って欠場した友人に代わりキャッチャーとして試合に出場した太郎はすぐさまその才能を開花させ盗塁刺殺やサヨナラ本塁打を記録、天才捕手誕生となった。
- その日、両親は共に逝去し太郎のユニフォーム姿を見ることなく世を去るが、その後も太郎は後述する中学時代の一時期を除き野球を続けることとなる。

### 中学時代
- 中学2年時に西南中学から鷹丘中学に転校する。西南中時代は野球部所属だったが、東郷学園中との試合中、ホームでのクロスプレーでカバーに入った小林真司の目をスパイク（金属製）[2]で蹴ってしまい、失明寸前の視力低下の危機に追いやってしまう。その精神的ショックから鷹丘中では廃部寸前の柔道部に入り、主将の木下次郎、岩鬼正美らと共に大会で準優勝に輝く。この柔道で後のライバルとなる影丸隼人、賀間剛介と出会う。サチ子を片手で持ち上げてピンポンパン体操を軽く歌えるほどの怪力と頑強な肉体で柔道二段（試験では四段と互角に戦った）を誇った。類稀なる才能は柔道でも非常に高く評価されていた。木下、岩鬼、影丸、賀間とともに、アメリカ代表の柔道チームと団体戦で戦い勝利する。
- その後小林自身が視力回復の手術直前に山田のもとを訪れて野球への復帰を説得し、その後手術が成功した事がきっかけとなり、再度野球に対する情熱が芽生え、一足早く転部して岩鬼が主将を務めていた野球部に入部。その時、ピアノの名手であった殿馬一人と出会い野球部へ誘う。
- 3年夏の地区大会では、一回戦の東郷学園戦で惜敗。
- ドリームトーナメント編における回想では、単に柔道も一通り行ったので人数不足の野球部に転部しようと考えたという設定に改変されており、小林との関係については触れられていない。
- 当初は貧乏であるため高校進学を諦めようとしていたが、祖父や里中やライバル（不知火や雲竜）の説得により明訓高校に進学。

### 高校時代
- 明訓高校に入学後、野球部に入部。主将であり正捕手の土井垣には、その体型から「一昔前の捕手だ」と酷評される（しかし、後に土井垣は「山田が入って来た時『これはかなわん』と思った」と告白している）。しかし、その人並み外れた打撃に加え、クレバーなリード、キャッチングセンスに強肩、また里中智の策略により、1年時から明訓の正捕手、5番打者として活躍。入部当時の背番号は「14」。地区大会終了後、甲子園大会では正捕手の背番号「2」。1年の夏の甲子園終了後、4番打者に定着。
- 明訓高校を5度甲子園に導き、春夏計4度の優勝に貢献している。高校生活では2年夏の甲子園で弁慶高校に敗れただけという驚異的な勝率を誇る。甲子園通算成績は打率7割5分、本塁打20、打点51、盗塁阻止率9割。
- 高校時代の主なライバルに、同じ神奈川県内の不知火守、雲竜大五郎、土門剛介、そして直接対決は実現しなかったが小林真司らがいる。1年秋の関東大会では中学時代の柔道のライバルだった賀間、影丸、中学時代同級生だった木下とも対戦。また同じ関東代表として2年春のセンバツ大会で中二美夫とも対戦している。その他全国大会で対戦したライバルは犬飼小次郎と武蔵、知三郎の三兄弟、犬神了、坂田三吉、太平洋などがいる。
- 特に3年夏の甲子園大会では、『大甲子園』と銘打ち、中西球道、真田一球、荒木新太郎ら、水島漫画のオールスター達と対戦した。
- 1年秋の関東大会、甲府学院戦でのアクシデントにより、同試合終了時からクリーンハイスクール戦の終盤まで記憶喪失になっていた。野球に関する知識は無くなっていたが、体の感覚では野球を覚えていた（試合前に試したところストレートはキャッチングしたりバッティングをすることができたが、カーブは球種を宣言されていてもバッティングはできなかった）。山田抜きで試合は9回2アウトまで追い込まれ、迷ったあげく代打で起用、本能だけで同点本塁打を打った。その試合ではその後、外野を守ったが、フライをフェンスに激突しながら捕球し、そのショックで記憶が戻った。

### プロ時代
- 3年の夏の甲子園終了後、1994年度のドラフトで10球団（岩鬼を指名した巨人、福岡ダイエーホークス以外）から1位指名を受け、抽選の結果西武ライオンズに入団。
- 1年目の1995年シーズン当初は正捕手・伊東勤の控えとしてベンチを暖めており、開幕戦のプロ初打席では工藤公康から空振り三振を喫した。しかし驚異のスイングスピードはダイエー側を驚かせた。
- プロ初安打は、対ダイエー戦（福岡ドーム）で渡辺秀一から打った内野安打。この試合で、同時に驚異の推定飛距離160mのプロ初本塁打も放つ（投手は下柳剛）。この試合で伊東の負傷により初めてマスクを被り、最初の打者である秋山幸二に本塁打を浴びる（ただし、これは投手小野和義のコントロールミスで、山田のリードのせいではなかった。口外しなかったものの、小野も心中で謝っていた）。これには味方ベンチはもちろん敵の岩鬼でさえも「甘い」と嘆いたが、その後は伊東もびっくりの奇想天外なリードで相手打線を封じ込めた。
- 前述の試合以降、強打もあってレギュラーを奪い取り、清原和博の前を打つ3番に定着（以後、伊東は指名打者で出場。同年のオールスターでは岩鬼が1番、イチローが3番になったため5番で出場する）。最終的に清原を抜く高卒新人32本塁打を放ち、本塁打王と打点王の二冠を獲得、新人王に選出される。
- 1996年のシーズン終了後、清原がFA権を行使して巨人へ移籍。この時点で来季からの新4番として目されていたものの、年が明けた97年のオープン戦では同年オフにドラフト8位で指名された蔵獅子丸に4番を明け渡し、開幕を3番で迎えた。しかし、シーズンが開幕して獅子丸が変化球を全く打てないことが露呈され、迎えた対千葉ロッテマリーンズ戦で初めて公式戦で4番に座った。この試合ではロッテ先発の里中の前に第1打席は空振り三振、第2打席は併殺打を喫するも、7回表の第3打席で里中のノーヒットノーランを打ち破る先制ホームランを放った。しかし、8回裏に里中の正捕手の瓢箪駒吉に逆転ツーランを浴びて敗戦するも、以降は西武の4番の座を不動のものとした。
- 1998年はシーズン前に肩を痛めるものの、徳川監督（が変装した仙人）のアドバイスによって送球をスリークォーターにすることによって克服。それによって捕ってから投げるまでのタイムも早くなった（里中曰く村松さんや小坂さんも完全にアウト）。
- 2001年、開幕初打席から五打席連続本塁打を放つなど絶好調。後半戦で右手首の負傷により10試合程度欠場するも打撃三冠王を獲得（本塁打王は岩鬼と分け合う）。オールスター戦ではサイクル安打も記録した。
- 2002年、プロ野球新記録となるシーズン162打点を記録。このシーズンは前年並みの成績を残すも、シーズン最終戦に殿馬に打率を逆転され、打点王・本塁打王の二冠になった。
- 2003年オフ、FA宣言し、土井垣将率いる新球団・東京スーパースターズに移籍。
- 2006年シーズン終了時の12年間で通算490本塁打。
- 2007年、開幕3試合目の対東北楽天ゴールデンイーグルス戦（東京ドーム）で田中将大から本塁打を放ち、通算2000本安打を達成。
- 2007年の日本シリーズ第七戦では、故障した里中の代役として投手として先発登板し、1回を3者凡退に抑える。2回からは通常通り捕手に戻る。9回には岩瀬仁紀から逆転サヨナラ3ランを放ち、東京の日本一を決める。
- 2008年、シーズン最終戦の対福岡ソフトバンクホークス戦（ヤフードーム）で、プロ野球新記録の6打席連続本塁打を放つ（和田毅4、杉内俊哉1、馬原孝浩1）。この6本塁打でシーズン通算46本塁打となり、中村剛也と並んで本塁打王を獲得。
- 2008年の日本シリーズ第七戦では、リードして迎えた最終回一死一塁の場面で、バックネットに激突しながらファウルフライを捕球。山田の体制の崩れを見て取った一塁走者の高橋由伸はタッチアップを試みるが、これを驚異的な大遠投で刺殺し日本一を決める。しかしそれと引き換えに、翌シーズンまで後を引く負傷を右肩に負うこととなる。
- 2009年は右肩負傷の影響で守備どころか打撃もまともにできず、開幕をベンチで迎えた。痛みを軽減するため、右打者として打席に入る事もあった。同年のオールスター戦では工藤公康と右打者として対戦し、三振を喫した。後半戦になっても奮わず登録抹消され、肩の治療の一環で武蔵坊の元に身を寄せていた。その後肩が治り復調したが、チームは4位に低迷した。

## 主な記録
- 新人王（1995年）
- 打撃三冠王1回（2001年）
- 首位打者1回（2001年）
- 本塁打王6回（1995,1998,1999,2001,2002,2008年）
- 打点王6回（1995〜1997,1999,2001,2002年） - 2005年にも本塁打王と打点王のどちらかを獲得している。
- オールスターMVP3回（1995,1999,2001年）
- オールスターゲームでサイクルヒット（2001年）
- アジアシリーズMVP（2005年）
- 通算サヨナラ本塁打12本 - 2003年まで。プロ野球タイ記録。
- シーズン162打点（2002年） - プロ野球新記録。
- 6打席連続本塁打・1試合6本塁打・1試合24塁打（2008年） - プロ野球新記録。
- 月間16本塁打（2001年4月） - プロ野球タイ記録。

## 背番号
- 2（鷹丘中時代）
- 14→2（明訓高時代）
- 02（1995年 - 2003年）
- 2（2004年 - ）

## 銅像
2002年、新潟商工会議所と同商店街振興組合により、新潟市中央区古町通のアーケード内の水島新司マンガストリートに「ドカベン」の山田太郎など水島作品の登場人物計7体の銅像が設置された。

## 関連
- 香川伸行 - その体躯からこのキャラクターにちなんだ「ドカベン」という愛称を持つ。ポジションも同じく捕手である。プロ野球マスターズリーグではその愛称を登録名にしていた。
- 清原和博 - プロ野球編で山田の入団先が西武に決定したのは、清原が作者の水島に「是非ともドカベンの続編を書いてほしい」と直訴したことも影響していたという。
- 野球どアホウ伝#1巻 - 水島の野球漫画短編集である。収録されている「少年甲子園」（1971年発表）で、小学生時代の藤村甲子園がライバル視する、「黒町」チームの大熊という強打者は、山田太郎に非常に似た造形である。ただし、彼は山田と違い右打者である。